# Arroz Doce (programa de televisão)
Arroz Doce foi um programa de televisão em Portugal, transmitido pela RTP, às segundas-feiras à noite, a partir de 8 de Abril de 1985. Com autoria e apresentação de Júlio Isidro, que convidava e entrevistava uma ou mais personalidades, havendo ainda cantigas, jogos e apontamentos humorísticos.
O estúdio era uma sala de estar e a porteira do prédio era Eunice Muñoz. Era designado pelo seu autor como "Talk e Humour Show".  O nome provém do arroz-doce servido durante o programa.
O programa tinha no jornal semanal "Pau de Canela", editado pela TV Guia, o seu órgão de informação. Foram editados 18 números deste o nº 1 (de 12 a 18 de Abril de 1985) ao numero 18 de 9 de Agosto de 1985.
Alguns dos colaboradores do programa e da publicação eram Artur Couto dos e Santos , José António Pinheiro, Rui Lemos, Maria João Lopes e Carlos Barradas nos desenhos.
Existiu um projecto "Cadavre Exquis" denominado "As Fantásticas Aventuras de Godofredo LeiteFresco!" que reuniu diversos autores da BD portuguesa da altura, tais como Jorge Colombo, Fernando Relvas, Carlos Zíngaro, Pedro Massano, Duart, Pedro Morais, entre outros, para a produção das pranchas que eram feitas semanalmente durante o programa.